# Graurückenlerche

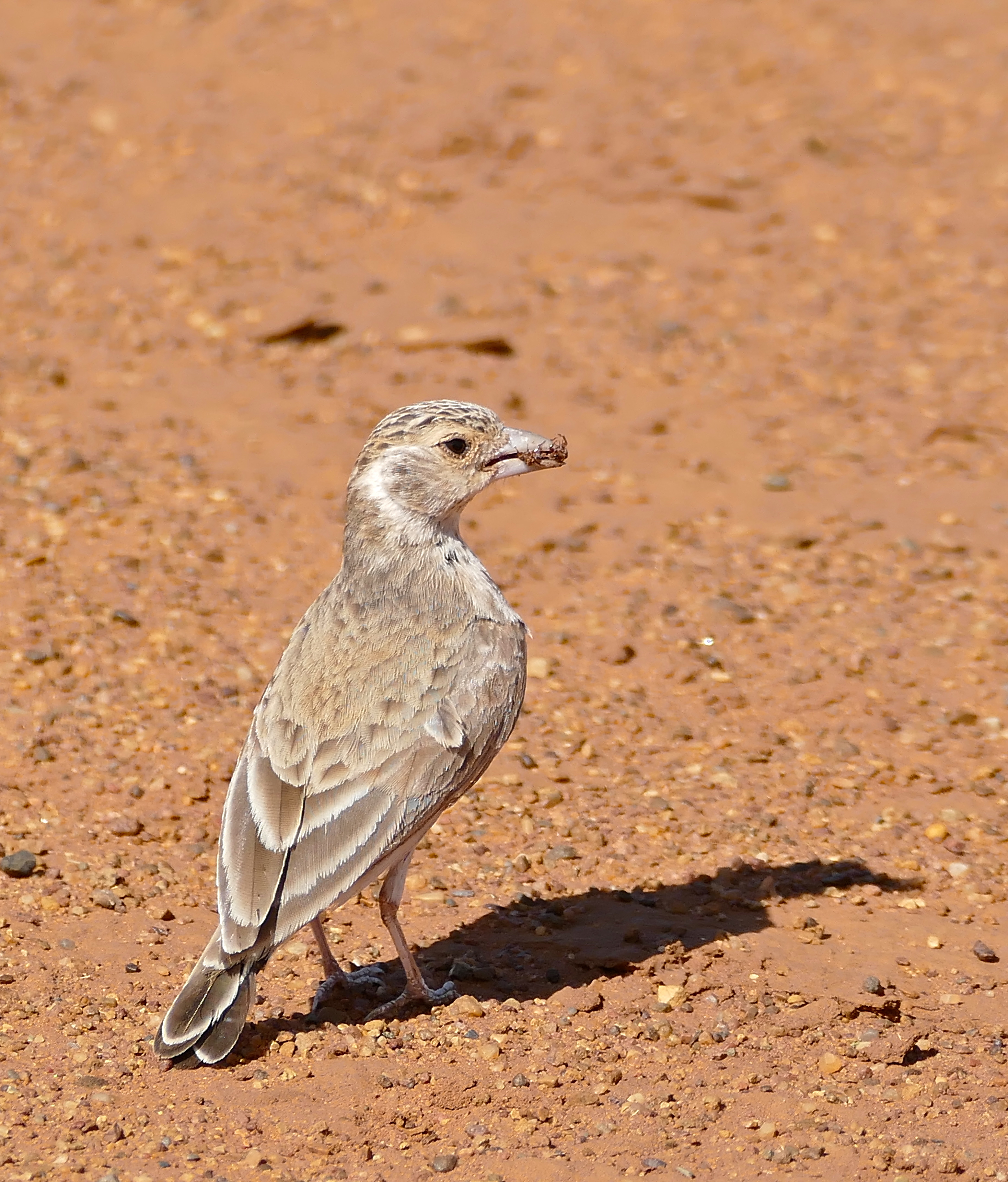
Weibliche Graurückenlerche

Die Graurückenlerche (Eremopterix verticalis), früher auch Nonnenlerche genannt, ist eine sehr kleine schwarzgraue und finkenähnliche Art aus der Familie der Lerchen. Ihr Verbreitungsgebiet ist der Süden Afrikas. Es werden vier Unterarten unterschieden.
Die Bestandssituation der Graurückenlerche wurde 2016 in der Roten Liste gefährdeter Arten der IUCN als „Least Concern (LC)“ = „nicht gefährdet“ eingestuft.

## Merkmale
Die Graurückenlerche erreicht eine Körperlänge von 12 bis 14 Zentimetern. Die Schnabellänge beträgt vom Schädel aus gemessen 1,13 bis 1,34 Zentimeter. Sie wiegen zwischen 12 und 21 Gramm. Anders als bei den meisten Lerchen besteht ein auffallender Geschlechtsdimorphismus.
Die Männchen der Graurückenlerche haben einen schwarzen Kopf mit einem großen weißen Fleck auf dem hinteren Scheitel. Weiße Flecken finden sich außerdem auf den Wangen, den Ohrdecken und ein kleiner weißer Fleck befindet sich im Nacken. Die Körperoberseite ist ansonsten dunkelgrau, die einzelnen Federn haben dunkelgraue Zentren und sind breit hellgrau gesäumt. Die Oberschwanzdecken sind heller als die übrige Körperoberseite und entsprechen in ihrer Färbung dem Bürzel. Die Körperunterseite ist überwiegend schwarz. Lediglich die Flanken sind grau bis gräulich weiß und an den oberen Brustseiten befindet sich jeweils ein hellgrauer bis weißer Fleck. Die Flügel sind braun bis gräulich braun. Der Schwanz ist dunkel gräulich-braun. Die äußersten Steuerfedern haben jeweils eine weiße Außenfahne und eine weiße Spitze. Die Innenfahnen der äußersten Steuerfedern sind dagegen hellbraun.
Bei den Weibchen überwiegend graubraune Gefiedertöne. Der Kopf ist überwiegend braun, lediglich die Wangen sind weißlich mit einer dunklen Sprenkelung, die braunen Ohrdecken sind schmal hell gestreift. Der Rücken und der Mantel sind graubraun mit dunkelbraunen Sprenkeln, die Oberschwanzdecken sind gelbbraun bis weißlich, wobei die einzelnen Federn immer dunkle Zentren haben. Die Brust ist bräunlich mit hellbräunlichen Sprenkeln, der Bauch dagegen fast schwarz. Die Unterschwanzdecken sind schmutzig weiß. Die Flügel sind braun.

## Verwechselungsmöglichkeiten
Im Verbreitungsgebiet der Graurückenlerche kommen weitere Eremopterix-Arten vor, die wie die Männchen der Graurückenlerche eine schwarze Kopf- und Bauchzeichnung haben. Lediglich die Graurückenlerche hat jedoch die namensgebende graue Rückenfärbung. Die Schwarzwangenlerche und die Weißwangenlerche haben jeweils einen kastanienbraunen Rücken. Auch die jeweiligen Weibchen unterscheiden sich von dem insgesamt matter und grauer gefärbten Weibchen der Graurückenlerche durch den kastanienfarbenen Gefiederton.
Die Eremopterix-Lerche mit der größten Ähnlichkeit ist die Harlekinlerche. Diese kommt allerdings nur nördlich des Äquators vor.

## Verbreitungsgebiet, Unterarten und Lebensraum

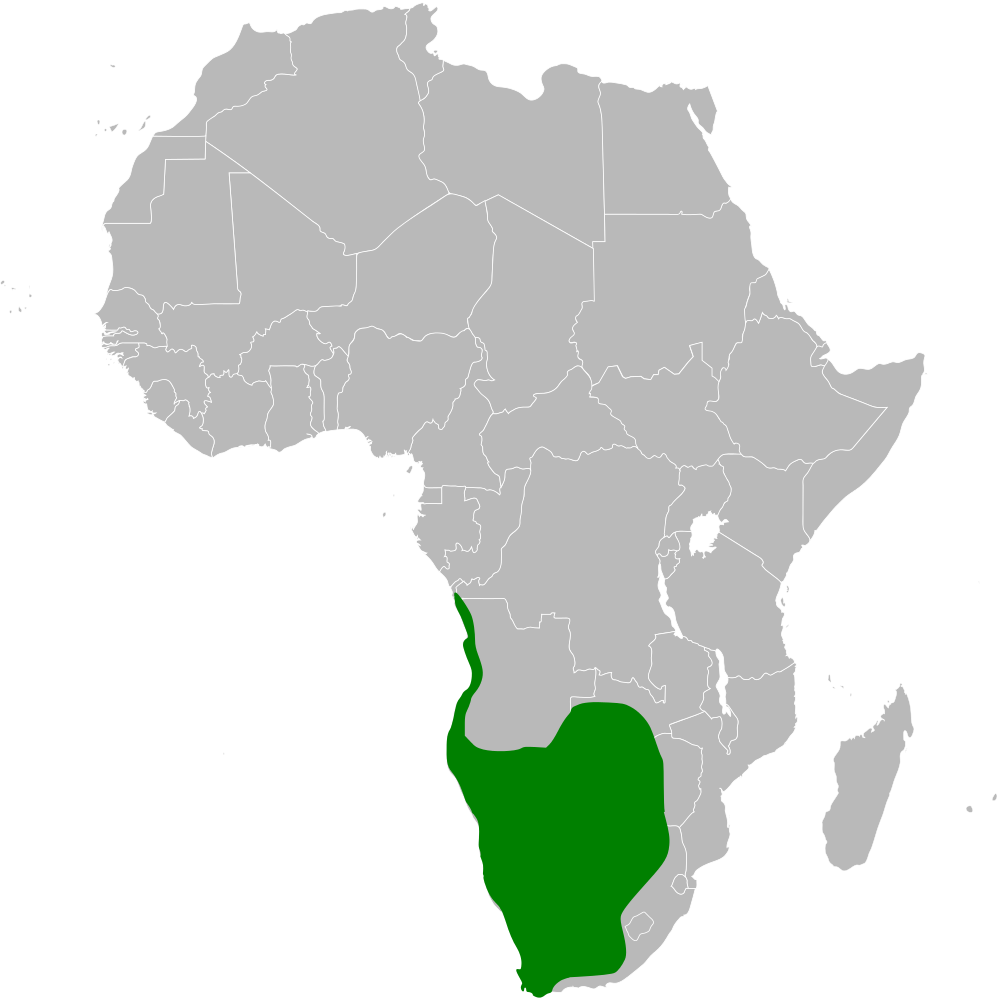
Verbreitungsgebiet der Graurückenlerche

Das Verbreitungsgebiet der Graurückenlerche ist der Süden Afrikas. Sie besiedelt hier einen Küstenstreifen von Angola, ganz Namibia, den äußersten Südwesten von Sambia und den Westen von Simbabwe. In der Südafrikanischen Republik fehlt die Graurückenlerche nur im Osten des Landes.
Die einzelnen Unterarten sind in folgenden Regionen zu finden:
- E. v. khama Irwin, 1957 – Vorkommen im Nordosten von Botswana, im Westen von Simbabwe und im Westen von Sambia.
- E. v. harti Benson & Irwin, 1965 – Vorkommen im Südwesten von Sambia
- E. v. damarensis Roberts, 1931 – Vorkommen im Westen von Angola, im Südwesten von Sambia und im Westen der Südafrikanischen Republik.
- E. v. verticalis (Smith, 1836) – Vorkommen im Südosten von Botswana und im Südwesten von Simbabwe bis in den Süden der Südafrikanischen Republik.

Der Lebensraum der Graurückenlerche sind halbtrockene bis trockene kurzgrasige Flächen, kiesige Böden, die schütter mit Gras und Büschen bestanden sind sowie Lehmböden in trockenen Flussbetten. Zum Lebensraum zählen unter anderem die Karoo und die Kalahari, die zu den Halbwüsten, Dornbusch- und Trockensavannen zählen.

## Lebensweise
Die Graurückenlerche unterscheidet sich von vielen anderen Lerchenarten darin, dass sie auch in der Brutzeit gesellig lebt. Die Graurückenlerche frisst überwiegend Sämereien, in der Karoo überwiegen dabei die Samen von afrikanischen Melden. Zu einem geringen Anteil fressen sie auch grünes Pflanzenmaterial, ansonsten nehmen sie Insekten zu sich. Die Nestlinge erhalten überwiegend tierisches Protein, wobei Heuschrecken, Termiten und Schmetterlingslarven überwiegen. Nonnenlerchen trinken sehr viel und sind entsprechend häufig an Wasserstellen zu beobachten.
Graurückenlerche schreiten ganzjährig zur Brut, die Brutzeit konzentriert sich jedoch auf die Wochen nach den Regenperioden. Wie alle Lerchen sind Graurückenlerchen Bodenbrüter. Das typisch napfförmige Lerchennest wird von dem Weibchen aus Gräsern und Wurzeln gebaut. Sie benötigt dazu typischerweise vier bis fünf Tage. Das Gelege besteht aus zwei bis drei Eiern. Die Brutzeit währt 12 Tage und beide Elternvögel brüten. Die Nestlinge verlassen im Alter von sieben bis zehn Lebenstagen das Nest.

## Einzelbelege
1. ↑  Pätzold: Kompendium der Lerchen. S. 159.
2. ↑  
Eremopterix verticalis in der Roten Liste gefährdeter Arten der IUCN 2016. Eingestellt von: BirdLife International, 2016. Abgerufen am 9. Oktober 2017.
3. ↑  Pätzold: Kompendium der Lerchen. S. 156.
4. ↑  Pätzold: Kompendium der Lerchen. S. 173.
5. 1 2  Pätzold: Kompendium der Lerchen. S. 157.
6. ↑  Pätzold: Kompendium der Lerchen. S. 158.